# Sophronisca annulicornis
Sophronisca annulicornis är en skalbaggsart som beskrevs av Stefan von Breuning 1942. Sophronisca annulicornis ingår i släktet Sophronisca och familjen långhorningar.
Artens utbredningsområde är Gabon. Inga underarter finns listade i Catalogue of Life.